# BLE 45 bis 49
Die Lokomotiven BLE 45 bis 49 der Braunschweigischen Landeseisenbahn (BLE) waren Personenzug-Tenderlokomotiven, die 1935 und 1937 von Krupp gebaut wurden. 
Die Lokomotiven wurden später bei der Deutschen Reichsbahn als Baureihe 75.6 bezeichnet und waren nach dem Verkauf bei der Deutschen Eisenbahn-Gesellschaft und der Osthannoverschen Eisenbahnen im Einsatz. Bis 1970 wurden alle Maschinen ausgemustert und verschrottet.

## Geschichte

### Vorkriegszeit
Auf Grund der wirtschaftlich günstigen Lage bestellten die Braunschweigischen Landeseisenbahnen in den 1930er Jahren bei Krupp fünf Lokomotiven, die als kleinere Variante der BLE 44 zwischen 1935 und 1937 gebaut wurden. Die Lokomotiven wurden überwiegend im Personenzugverkehr auf den Stecken Gliesmarode–Fallersleben und Derneburg–Seesen, aber auch im Güterzugdienst und am Ablaufberg verwendet.

### DR 75.6
Ihre Höchstgeschwindigkeit von 75 km/h konnten sie jedoch auf dem Landesbahnnetz nicht ausfahren. Im Hinblick auf den Aufbau der Reichswerke Hermann Göring in Salzgitter wurde die BLE zum 1. Januar 1938 verstaatlicht, die Lokomotiven wurden von der Deutschen Reichsbahn als 75 601 bis 605 eingereiht. Alle fünf Lokomotiven blieben bis Kriegsende im Raum Braunschweig.

### Nachkriegszeit
Nach dem Zweiten Weltkrieg gab es für die Lokomotiven der Splittergattung keine sinnvolle Verwendung. Sie wurden deshalb an Privatbahnen verkauft.

### OHE 75 099
Die BLE 45 wurde an die Osthannoversche Eisenbahnen verkauft und als 75 099 bezeichnet. Die Lokomotive fuhr hier bis 1964 und wurde dann ausgemustert.

### DEG 224–227
Die BLE 46–49 wurden von der Deutschen Eisenbahn-Gesellschaft übernommen und als DEG 224–227 bezeichnet. Haupteinsatzgebiet der Lokomotiven war die Braunschweig-Schöninger Eisenbahn, wo sie bis zum Ende der 1960er Jahre im Einsatz standen. Von der DEG 226 (ehemals BLE 46) und der DEG 227 (ehemals BLE 47) sind Einsätze bei der Moselbahn bekannt, die DEG 226 vom Juli 1959 bis März 1963 und die DEG 227 vom Dezember 1954 bis März 1963. Die Lokomotiven waren hier hauptsächlich für den Personenzugdienst sowie für schwere Güterzüge eingesetzt. Danach kehrten sie nach Braunschweig zurück und wurden dort bis 1970 verschrottet.

## Technik
Die Lokomotiven stammen aus einer Serie, die stark vereinheitlicht war. Trotz Spurkranzschmierung zeigten sie einen höheren Verschleiß, deshalb wurde bei Krupp auf bessere Laufeigenschaften geachtet. So wurden bei den Laufachsen vorrangig Lenkachsen verwendet und andere Bauteile wie Bremse, Rahmen, Beleuchtung oder Vorwärmer verbessert. Charakteristisch war die Kombination von Wasserkasten und Windleitblechen.
Die Lokomotiven hatten die Achsfolge 1’C1’ und ein Zweizylinder-Heißdampf-Triebwerk. Der genietete Kessel bestand aus zwei Schüssen mit je einem Sandkasten. Der Speisedom befand sich auf dem vorderen, der Dampfdom auf dem hinteren Schuss. Der Kessel ruhte auf einem geschweißten Blechrahmen, die drei Treibachsen waren fest in diesem gelagert, lediglich die Laufachsen waren seitenverschiebbar angeordnet. Das Triebwerk wirkte mit der Heusinger-Steuerung auf die mittlere Antriebsachse. Die Druckluftbremse der Bauart Knorr wirkte von vorn auf die Treibräder. Zur Ausstattung gehörten eine Druckluftsandstreuvorrichtung, ein Dampfläutewerk der Bauart Latowski, eine Dampfheizeinrichtung und die elektrische Beleuchtung mit Dampf-Generator.